# Ruta Estatal de Nevada 119
La Ruta Estatal de Nevada 119, y abreviada SR 119 (en inglés: Nevada State Route 119) es una carretera estatal estadounidense ubicada en el estado de Nevada. La carretera inicia en el Oeste desde la  US 95     en Fallon hacia el Este en la Beach Road en la esquina suroeste de NAS Fallon. La carretera tiene una longitud de 6,7 km (4.137 mi).

## Mantenimiento
Al igual que las autopistas interestatales, y las rutas federales y el resto de carreteras estatales, la Ruta Estatal de Nevada 119 es administrada y mantenida por el Departamento de Transporte de Nevada por sus siglas en inglés Nevada DOT.